# جيمي كوكس (ملاكم)
جيمي كوكس (بالإنجليزية: Jamie Cox) مواليد 24 أغسطس 1986 في سويندون، ويلتشاير، إنجلترا، هو ملاكم محترف بريطاني يصنف ضمن فئة وزن فوق المتوسط. حقق الميدالية الذهبية في دورة ألعاب الكومنولث 2006.

## إحصائيات
خاض خلال مسيرته 21 نزالا، فاز في 21 ولم يخسر. فاز بالضربة القاضية في 12 نزالا.

## الميداليات
| الميدالية | المسابقة                  |
| --------- | ------------------------- |
| ذهبية     | دورة ألعاب الكومنولث 2006 |

## روابط خارجية
- جيمي كوكس على موقع بوكس ريك (الإنجليزية) (registration required)
- جيمي كوكس على موقع اتحاد ألعاب الكومنولث (مؤرشف) (الإنجليزية)